# Życie paryskie

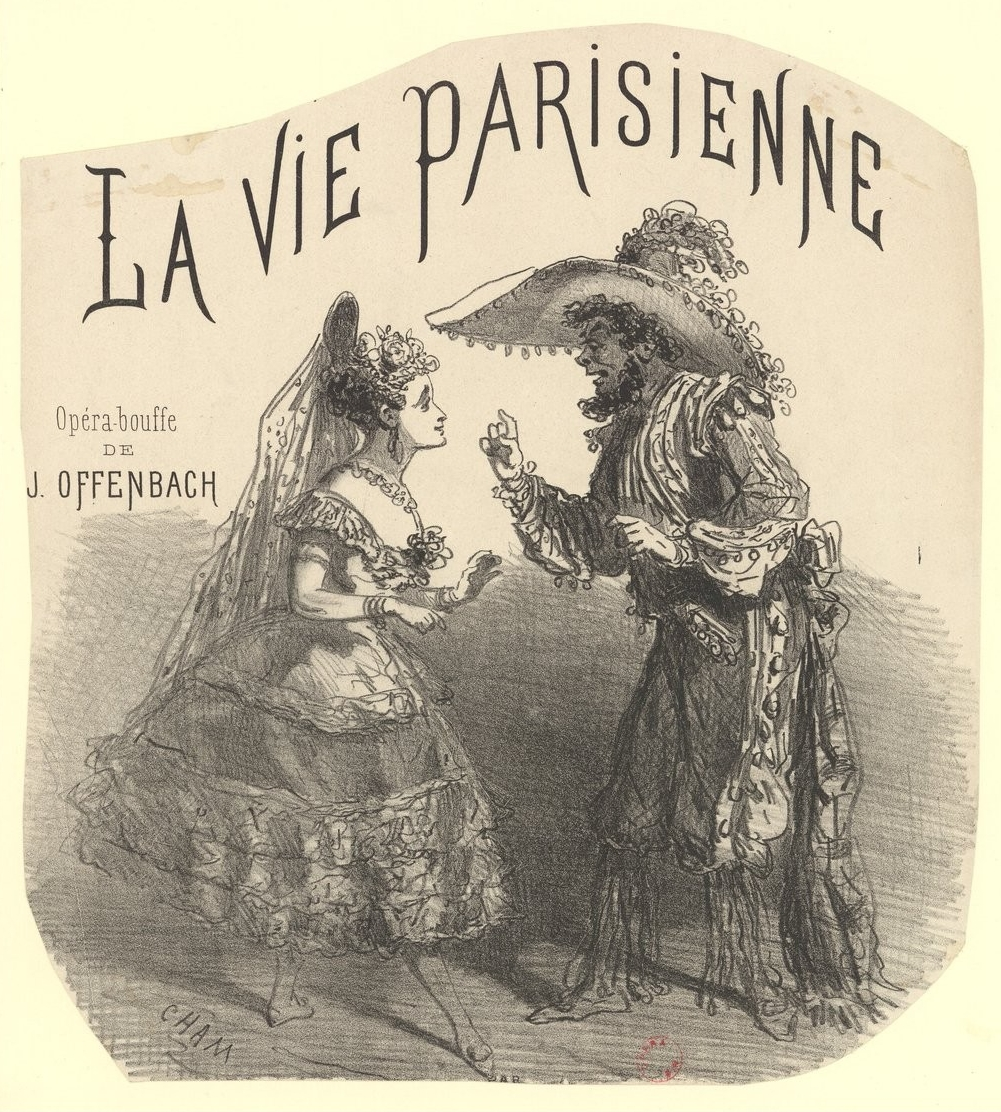
Życie paryskie - afisz teatralny z 1866 r.

Życie paryskie (fr. La Vie parisienne) – operetka Jacques’a Offenbacha w pięciu aktach. Libretto zostało napisane przez Henriego Meilhaca i Ludovica Halévy’ego. Prapremiera odbyła się w Paryżu w dniu 31 października 1866. Premiera polska odbyła się w Warszawie 2 września 1871.

## Osoby
Raol de Gardefeu (w niektórych polskich przedstawieniach Raul) – przyjaciel i zarazem rywal Bobineta, z którym zawsze kochają się w tych samych pannach
Bobinet – przyjaciel Gardefeu
Metella – panna, w której kochają się Gardefeu i Bobinet
Hrabia Gontran – ukochany Metelli
Krystyna von Gondremark – szwedzka baronowa 
Baron von Gondremark – mąż Krystyny, marzy o tym, by czas w Paryżu spędzić bez żony
Józef – dawny służący Gardefeu
Alfons – obecny służący Gardefeu
Frick – szewc
Gabriela – rękawiczanka
Pani Karadec – ciocia Bobineta, znajoma Krystyny von Gondremark
Julia – siostrzenica pani Karadec
Pompa di Matadores – Brazylijczyk

## Fabuła

### Akt I
Gardefeu i Bobinet oczekują na dworcu przyjazdu Metelli, w której obaj są zakochani. Początkowo rywalizują, jednak gdy Metella wysiada czule przytulona do hrabiego Grontran, podają sobie ręce i postanawiają, że odtąd będą się kochać tylko w prawdziwych damach. Pierwszą kandydatką jest baronowa Krystyna von Gondremark, która właśnie wraz z mężem przybyła do Paryża, pragnąc zaznać paryskiego życia. Gardefeu wpada na pewien pomysł.

### Akt II
W mieszkaniu Gardefeu dyskutują Alfons, Frick i Gabriela. Wtem wpada w pośpiechu Gardefeu i zaczyna realizować swój pomysł: chce ulokować tu Krystynę von Gondremark wraz z mężem (wmówiwszy im, że mieści się tu filia przepełnionego hotelu). Zamyka w małym pokoju Gabrielę i Fricka (którym jest to na rękę, gdyż mają się ku sobie), a Alfonsowi każe udawać swego kolegę-portiera. Następnie wprowadza gości, przydzielając im osobne pokoje. Baron von Gondremark przed udaniem się do swego pokoju ma dwie prośby: aby skontaktować go z Metellą, którą zachwalał mu jego szwedzki przyjaciel, oraz aby mógł jadać obiady przy wspólnym stole wraz z innymi gośćmi hotelu. Gerdefeu jest skonsternowany, ale szybko znajduje rozwiązanie: wypuszcza z kryjówki Gabrielę i Fricka i każe im sprosić jeszcze paru innych przyjaciół, którzy będą udawać gości hotelowych. Pojawia się również Metella, która odbiera list od barona von Gondremark z rąk Gardefeu i zostawia swoją odpowiedź – aby baron przyszedł do niej, lecz dopiero za kilka dni. Pojawia się również Bobinet, który wpada na pomysł urządzenia nazajutrz balu, aby odciągnąć barona od żony.

### Akt III
Pałacyk ciotki Bobineta – pani Karadec. Bobinet urządza tu sfingowany bal – służba poprzebierana jest za wykwintne panie i panów udaje śmietankę paryskiego towarzystwa. Baron von Gondremark bardzo jest zadowolony z zawartych znajomości i świetnie się bawi tańcząc kankana.

### Akt IV
Metella przychodzi do mieszkania Gardefeu pod nieobecność domowników. Nie zastając nikogo pisze list do baronowej, w którym wyjaśnia intrygę Gardefeu. Alfons przyjmuje list i odkłada go na stoliku, po czym kompletnie o nim zapomina. Gdy do domu wracają baronowa von Gondremark i Gardefeu jest za późno – baronowa dostrzega list. Raol, nie chcąc aby go otworzyła, kłamie, że to on ów list napisał. Niezręczną sytuację przerywa przybycie pani Karadec – jak się okazuje, starej znajomej baronowej. Pani Karadec opowiada następującą historię: gdy ona przybyła do Paryża, jej dom, pozostawiony pod opieką krewnego, stał się miejscem zakłócenia porządku publicznego, został zamknięty przez policję, a bawiące się towarzystwo, wśród którego rozpoznała swoją służbę i Bobineta, zatrzymano w komisariacie. Baronowa von Gondremark przypomina sobie o liście i czyta go: jest zdruzgotana, gdy okazuje się, że stała się ofiarą podstępu. Metella w liście prosi ją o przybycie w maskaradowym przebraniu do Café Anglais, gdzie zamierza przedstawić jej więcej szczegółów. Baronowa decyduje się na to spotkanie, a pani Karadec obiecuje jej towarzyszyć. Akt kończy się powrotem z balu barona i zaproszeniem wszystkich nazajutrz – również do Café Anglais, gdzie odbędą się zaręczyny Gabrieli i Brazylijczyka.

### Akt V
W Café Anglais spotykają się wszyscy bohaterowie. Metella zawiera układ z baronową von Gondremark: ona zostawi jej męża w spokoju, a w zamian za to baronowa musi zrezygnować z Gardefeu. Baron von Gondremark chce wyzwać na pojedynek Gardefeu za to, że ten go oszukał, jednak towarzystwo przekonuje go, że przecież dzięki temu dobrze się bawił w Paryżu i nie odniósł żadnej szkody. Wszyscy się godzą i postanawiają brać przykład z Brazylijczyka, który pragnie tylko tańczyć, kochać i pić.